# Artimpaza formosa
Artimpaza formosa är en skalbaggsart som beskrevs av Francis Polkinghorne Pascoe 1885. Artimpaza formosa ingår i släktet Artimpaza och familjen långhorningar. Inga underarter finns listade.